# イーゴリ・イワノフ
イーゴリ・セルゲーエヴィチ・イワノフ（ロシア語: И́горь Серге́евич Ивано́в、ラテン文字転写の例：Igor Sergeevich Ivanov、1945年9月23日 - ）は、ソビエト連邦及びロシア連邦の政治家、外交官。ウラジーミル・プーチン政権で第3代外務大臣、第11代ロシア連邦安全保障会議書記を歴任した。

## 経歴
1945年9月23日にソビエト連邦のロシア・ソビエト連邦社会主義共和国のモスクワに誕生する。1969年にモスクワ外国語国立大学を卒業した後、1973年までソ連科学アカデミー世界経済国際関係研究所（IMEMO）研究員として勤務する。
1973年からソ連外務省に入省し、第1欧州課二等書記官、駐マドリードソ連通商代表部先任技官、1977年に駐スペイン大使館一等書記官、参事官、公使などを歴任し、主にスペイン関係の部署で活躍した。
1983年にソ連外務省本省に戻り、第1欧州課専門官となる。その後、外相顧問、外相補佐官、官房長、総書記局次長、第1次長、局長、参事など本省の要職を歴任した。
1991年にスペイン大使に転じ、この間ソ連崩壊を迎えるが、引き続きロシア連邦のスペイン大使となった。1994年9月にロシア外務次官、11月に外務第一次官兼外務大臣官房長官となる。
1998年9月にエフゲニー・プリマコフ外務大臣が首相に就任したことに伴い、外務大臣代行、次いで9月11日に正式に外務大臣に任命された。イワノフは、外務大臣として前任のプリマコフ同様ロシアの国益を重視した外交路線を取った。プーチン大統領の下でも引き続き外務大臣に留任した。また、デイトンでのボスニア調停和平交渉の共同議長でもあった。
2004年3月9日に外務大臣職をセルゲイ・ラブロフと交替。ウラジーミル・ルシャイロの後任として、安全保障会議書記に就任した。
グルジアへの経済制裁とCFE条約履行停止をめぐり大統領との確執が徐々に進行し、2007年7月18日、安全保障会議書記を辞任した。

## パーソナル
妻帯、1女を有する。英語とスペイン語を話す。外交官としては、特命全権大使の等級に当たる。